# YaKhR-2
YaKhR-2 fue un proyecto de cohete nuclear soviético realizado en 1949 y llevado a cabo por la OKB-1. Fue uno de los primeros grandes cohetes considerados como factibles por las autoridades soviéticas. Habría tenido la misma disposición que el R-7, pero con unos cohetes aceleradores un 50% más grandes y con una etapa central equipada con un motor nuclear térmico que utilizaría amoníaco como propelente.
El proyecto fue cancelado a favor del uso de propulsión química convencional.

## Especificaciones
- Carga útil: 40.000 kg a LEO (185 km de altura).
- Empuje en despegue: 12.422,8 kN
- Masa total: 888.000 kg
- Diámetro: 3,33 m
- Longitud total: 44 m